# Eparchia di Pinsk
L'eparchia di Pinsk (in bielorusso: Пінская епархія; in russo Пинская епархия?) è Eparchia dell'esarcato bielorusso del Patriarcato di Mosca.
Dal 2 giugno 2022 l'eparca è il vescovo Giorgio di Pinsk e Luninec (nome di nascita: Voitovich Yuri Feodosevich.)

## Organizzazione territoriale
L'eparchia si estende sulla parte orientale della regione di Brėst, sui distretti di Baranavičy, Hancavičy, Ivanava, Ivacėvičy, Luninec, Ljachavičy, Pinsk e Stolin.
Sede eparchiale è la città di Pinsk, dove si trova la cattedrale di Santa Barbara.
Le strutture dell'eparchia comprendono 176 parrocchie supportate da 166 sacerdoti. Rientra nell'amministrazione dell'eparchia anche il monastero femminile di Santa Barbara a Pinsk.

## Storia
L'eparchia è stata fondata nel 1328 come eparchia di Pinsk e Turaŭ. In seguito all'Unione di Brest del 1596 l'eparca ortodosso, Jonasz Gogol, aderì alla comunione con Roma, passando alla chiesa uniate. Per un breve periodo, tra il 1620 ed il 1633, l'eparchia ortodossa tornò ad essere attiva. Nel 1739 la comunità ortodossa locale fu trasferita sotto la giurisdizione dell'eparchia di Minsk, che assunse il nome di eparchia di Minsk e Turaŭ. L'eparchia di Pinsk venne quindi abolita nel 1840, in seguito alla creazione nel 1839 di un vicariato di Pinsk nell'ambito dell'eparchia di Minsk.
Infine l'eparchia è stata definitivamente rifondata il 6 luglio 1989, ricavandone il territorio dall'eparchia di Minsk.
Il 3 gennaio 1990 ha ceduto una porzione di territorio per la restaurazione dell'eparchia di Brėst.